# Dorian Jones
Pour les articles homonymes, voir Jones.
Pas d'image ? Cliquez ici

a Compétitions nationales et continentales officielles uniquement.

b Matchs officiels uniquement.
Dernière mise à jour le 18 mars 2025.
Dorian Jones, né le 27 septembre 1992 à Abergavenny, est un joueur gallois de rugby à XV évoluant au poste de demi d'ouverture aux Gold de La Nouvelle-Orléans en Major League Rugby.
Il est le fils de l'ancien international gallois Kingsley Jones.

## Carrière

### En club
Dorian Jones joue avec Ebbw Vale RFC, Cross Keys RFC puis le centre de formation des Sale Sharks, avant de rejoindre les Newport Gwent Dragons en 2013. Il joue pour la franchise galloise jusqu'en 2018.
En mars 2018, il rejoint les Worcester Warriors jusqu'à la fin de la saison de Premiership 2017-2018.
En mai 2018, il s'engage pour deux saisons en Pro D2 avec Soyaux Angoulême XV Charente. En janvier 2019, il prolonge son contrat pour trois saisons supplémentaires mais le club est relégué en Nationale. 
En juin 2021, il s'engage avec le Stade niçois et va évoluer en Nationale. Mais à l'automne 2021, il part pour Carcassonne en Pro D2 comme joker médical. 
Durant le mois de juillet 2023, il est annoncé qu'il signe pour le SU Agen en tant que joker médical de Tevita Railevu. Il quitte le club en octobre 2023, après seulement quatre matchs joués.
En 2024, il rejoint l'équipe américaine des Gold de La Nouvelle-Orléans en Major League Rugby.

### En sélection nationale
En 2013, il participe au tournoi de Bucarest avec l'équipe galloise de rugby à sept où il joue sept matches et marque 26 points dont deux essais.

## Palmarès
Néant.